# Perugia Volley 2008-2009
Questa voce raccoglie le informazioni riguardanti il Perugia Volley nelle competizioni ufficiali della stagione 2008-2009.

## Stagione
La stagione 2008-09 è per il Perugia Volley, sponsorizzato da RPA-LuigiBacchi.it, la settima consecutiva in Serie A1: in panchina viene confermato l'allenatore Vincenzo Di Pinto, mentre la rosa viene rinforzata con gli acquisti dei centrali Vigor Bovolenta e Renato Felizardo e dello schiacciatore Cristian Savani, a cui si affiancano le conferme di Giacomo Sintini, Jan Štokr, Damiano Pippi e Goran Vujević; tra le cessioni quelle di Robert Kromm, Massimiliano Di Franco e Richard Nemec.
Il campionato si apre con due vittorie contro la Prisma Volley e la Gabeca Pallavolo, mentre le prime sconfitte arrivano alla terza e alla quarta giornata ad opera del Volley Forlì e dell'Associazione Sportiva Volley Lube: il resto del girone di andata è caratterizzato da un'alternanza di risultati positivi e negativi, che portano il club perugino al nono posto in classifica, posizione non utile per qualificarsi alla Coppa Italia. Il girone di ritorno è decisamente ricco di soddisfazione; una serie di nove vittorie di fila spinge la squadra nelle zone alte della classifica: la striscia sarà interrotta dalla sconfitta contro il Piemonte Volley per 3-2; a questa seguono altri due successi ed una sconfitta contro la Pallavolo Modena, facendo chiudere la regular season al Perugia Volley al quarto posto in classifica, permettendo l'accesso ai play-off scudetto. Nei quarti di finale la sfida è contro la Pallavolo Piacenza, che riesce a vincere tutte le tre gare utili per accedere al turno successivo, eliminando la squadra umbra dalla corsa al titolo di campione d'Italia.

## Organigramma societario
Area direttiva
- Presidente: Claudio Sciurpa
- Vice presidente: Gianfranco Cimica
- Dirigente: Walter Gattavilla
- Consigliere: Ivana Cerquiglini

Area organizzativa
- General manager: Stefano Rinchi
- Direttore sportivo: Benedetto Rizzuto
- Segreteria generale: Chiara Pioppi
- Segreteria amministrativa: Mirella Antognelli

Area tecnica
- Allenatore: Vincenzo Di Pinto
- Allenatore in seconda: Alessandro Camardese
- Responsabile settore giovanile: Luigi Banella
- Responsabile tecnico settore giovanile: Riccardo Provvedi

Area comunicazione
- Ufficio stampa: Eleonora Cozzari

Area marketing
- Responsabile marketing: Silvia Ferrari

Area sanitaria
- Medico: Michele Cacioni, Daniele Ceccarelli, Giuseppe Sabatino
- Staff medico: Stefano Caraffini
- Fisioterapista: Armando Sciacca
- Preparatore atletico: Martin Poeder
- Consulente medico: Elmo Mannarino
- Consulente ortopedico: Giuliano Cerulli
- Massaggiatore: Emilio Giusti

## Rosa
| N° | Nome             | Ruolo | Data di nascita  | Nazionalità sportiva |
| -- | ---------------- | ----- | ---------------- | -------------------- |
| 1  | Nikola Kovačević | S     | 14 febbraio 1983 | Serbia               |
| 3  | Cristian Savani  | S     | 22 febbraio 1982 | Italia               |
| 7  | Martin Nemec     | S/O   | 31 luglio 1984   | Slovacchia           |
| 8  | Simone Serafini  | P     | 13 dicembre 1975 | Italia               |
| 9  | Danilo Cruz      | C     | 10 gennaio 1985  | Brasile              |
| 10 | Giacomo Sintini  | P     | 16 gennaio 1979  | Italia               |
| 11 | Renato Felizardo | C     | 4 luglio 1978    | Brasile              |
| 12 | Damiano Pippi    | L     | 23 agosto 1971   | Italia               |
| 13 | Goran Vujević    | S     | 27 febbraio 1973 | Montenegro           |
| 14 | Jan Štokr        | S/O   | 16 gennaio 1983  | Rep. Ceca            |
| 15 | Fabio Fanuli     | L     | 10 febbraio 1985 | Italia               |
| 16 | Vigor Bovolenta  | C     | 30 maggio 1974   | Italia               |
| 17 | Massimo Botti    | C     | 23 maggio 1973   | Italia               |
| 18 | Marco Lipparini  | S     | 2 febbraio 1987  | Italia               |

## Mercato
| Acquisti | Acquisti         | Acquisti         | Acquisti   |
| R.       | Nome             | da               | Modalità   |
| -------- | ---------------- | ---------------- | ---------- |
| C        | Massimo Botti    | BluVolley Verona | definitivo |
| C        | Vigor Bovolenta  | Piacenza         | definitivo |
| C        | Danilo Cruz      | ?                | definitivo |
| L        | Fabio Fanuli     | Cavriago         | definitivo |
| C        | Renato Felizardo | Piemonte         | definitivo |
| S        | Marco Lipparini  | Trasimeno        | definitivo |
| S        | Martin Nemec     | Ziraat Bankası   | definitivo |
| S        | Cristian Savani  | M. Roma          | definitivo |

| Cessioni | Cessioni               | Cessioni          | Cessioni   |
| R.       | Nome                   | a                 | Modalità   |
| -------- | ---------------------- | ----------------- | ---------- |
| C        | Roberto Braga          | Zinella Bologna   | definitivo |
| C        | Massimiliano Di Franco | Forlì             | definitivo |
| S        | Robert Kromm           | Sempre Padova     | definitivo |
| S        | Marco Lipparini        | Città di Castello | definitivo |
| C        | Richard Nemec          | Top Team Mantova  | definitivo |
| S        | Matthew Proper         | ?                 | definitivo |
| L        | Filippo Pochini        | San Mariano       | definitivo |
| S/O      | Hendrik Tuerlinckx     | Roeselare         | definitivo |

## Risultati

### Serie A1

#### Girone di andata
| 1ª giornata - 28 settembre 2008 PalaWojtyla, Martina Franca        | Prisma Taranto   | 2 - 3 | Perugia       | 19-25, 19-25, 25-19, 25-23, 12-15 |
| 2ª giornata - 5 ottobre 2008 PalaEvangelisti, Perugia              | Perugia          | 3 - 1 | Gabeca        | 25-20, 20-25, 25-21, 32-30        |
| 3ª giornata - 12 ottobre 2008 PalaEvangelisti, Perugia             | Perugia          | 2 - 3 | Forlì         | 23-25, 25-15, 25-23, 23-25, 11-15 |
| 4ª giornata - 19 ottobre 2008 PalaFontescodella, Macerata          | Lube             | 3 - 0 | Perugia       | 25-19, 25-19, 25-15               |
| 5ª giornata - 25 ottobre 2008 PalaEvangelisti, Perugia             | Perugia          | 3 - 0 | Sempre Padova | 25-22, 25-14, 25-20               |
| 6ª giornata - 1º novembre 2008 PalaValentia, Vibo Valentia         | Callipo          | 1 - 3 | Perugia       | 22-25, 25-21, 21-25, 21-25        |
| 7ª giornata - 8 novembre 2008 PalaBanca, Piacenza                  | Piacenza         | 3 - 0 | Perugia       | 25-23, 25-19, 29-27               |
| 8ª giornata - 16 novembre 2008 PalaEvangelisti, Perugia            | Perugia          | 1 - 3 | Treviso       | 25-21, 22-25, 20-25, 23-25        |
| 9ª giornata - 23 novembre 2008 PalaOlimpia, Verona                 | BluVolley Verona | 0 - 3 | Perugia       | 21-25, 18-25, 30-32               |
| 10ª giornata - 1º dicembre 2008 PalaEvangelisti, Perugia           | Perugia          | 1 - 3 | Piemonte      | 22-25, 16-25, 28-26, 22-25        |
| 11ª giornata - 7 dicembre 2008 PalaEvangelisti, Perugia            | Perugia          | 0 - 3 | Trentino      | 21-25, 22-25, 20-25               |
| 12ª giornata - 15 dicembre 2008 PalaMaggetti, Roseto degli Abruzzi | Pineto           | 0 - 3 | Perugia       | 19-25, 21-25, 17-25               |
| 13ª giornata - 21 dicembre 2008 PalaEvangelisti, Perugia           | Perugia          | 1 - 3 | Modena        | 22-25, 17-25, 25-23, 18-25        |

#### Girone di ritorno
| 14ª giornata - 28 dicembre 2008 PalaEvangelisti, Perugia | Perugia       | 3 - 1 | Prisma Taranto   | 19-25, 25-17, 25-23, 25-16        |
| 15ª giornata - 3 gennaio 2009 PalaGeorge, Montichiari    | Gabeca        | 0 - 3 | Perugia          | 22-25, 18-25, 23-25               |
| 16ª giornata - 6 gennaio 2009 PalaGalassi, Forlì         | Forlì         | 1 - 3 | Perugia          | 22-25, 25-23, 23-25, 22-25        |
| 17ª giornata - 11 gennaio 2009 PalaEvangelisti, Perugia  | Perugia       | 3 - 2 | Lube             | 19-25, 29-31, 25-23, 25-23, 15-13 |
| 18ª giornata - 18 gennaio 2009 PalaFabris, Padova        | Sempre Padova | 1 - 3 | Perugia          | 26-28, 25-18, 19-25, 23-25        |
| 19ª giornata - 26 gennaio 2009 PalaEvangelisti, Perugia  | Perugia       | 3 - 0 | Callipo          | 25-19, 25-19, 25-22               |
| 20ª giornata - 8 febbraio 2009 PalaEvangelisti, Perugia  | Perugia       | 3 - 0 | Piacenza         | 26-24, 25-21, 25-20               |
| 21ª giornata - 15 febbraio 2009 PalaVerde, Villorba      | Treviso       | 1 - 3 | Perugia          | 16-25, 25-21, 20-25, 16-25        |
| 22ª giornata - 22 febbraio 2009 PalaEvangelisti, Perugia | Perugia       | 3 - 2 | BluVolley Verona | 23-25, 25-20, 25-16, 21-25, 15-12 |
| 23ª giornata - 1º marzo 2009 PalaBreBanca, Cuneo         | Piemonte      | 3 - 2 | Perugia          | 25-23, 22-25, 25-21, 23-25, 15-11 |
| 24ª giornata - 8 marzo 2009 PalaTrento, Trento           | Trentino      | 1 - 3 | Perugia          | 20-25, 21-25, 25-23, 23-25        |
| 25ª giornata - 15 marzo 2009 PalaEvangelisti, Perugia    | Perugia       | 3 - 0 | Pineto           | 25-15, 25-19, 25-19               |
| 26ª giornata - 22 marzo 2009 PalaPanini, Modena          | Modena        | 3 - 0 | Perugia          | 25-23, 25-22, 25-16               |

#### Play-off scudetto
| Quarti di finale (gara 1) - 31 marzo 2009 PalaEvangelisti, Perugia | Perugia  | 1 - 3 | Piacenza | 25-20, 19-25, 20-25, 23-25 |
| Quarti di finale (gara 2) - 6 aprile 2009 PalaBanca, Piacenza      | Piacenza | 3 - 1 | Perugia  | 27-25, 25-19, 19-25, 25-19 |
| Quarti di finale (gara 3) - 9 aprile 2009 PalaEvangelisti, Perugia | Perugia  | 1 - 3 | Piacenza | 23-25, 18-25, 25-21, 16-25 |

## Statistiche

### Statistiche di squadra
| Competizione | Punti | In casa | In casa | In casa | In trasferta | In trasferta | In trasferta | Totale | Totale | Totale |
| Competizione | Punti | G       | V       | P       | G            | V            | P            | G      | V      | P      |
| ------------ | ----- | ------- | ------- | ------- | ------------ | ------------ | ------------ | ------ | ------ | ------ |
| Serie A1     | 50    | 15      | 8       | 7       | 14           | 9            | 5            | 29     | 17     | 12     |
| Totale       | -     | 15      | 8       | 7       | 14           | 9            | 5            | 29     | 17     | 12     |

G = partite giocate; V = partite vinte; P = partite perse

### Statistiche dei giocatori
| Giocatore    | Serie A1 | Serie A1 | Serie A1 | Serie A1 | Serie A1 | Totale | Totale | Totale | Totale | Totale |
| Giocatore    | P        | PT       | AV       | MV       | BV       | P      | PT     | AV     | MV     | BV     |
| ------------ | -------- | -------- | -------- | -------- | -------- | ------ | ------ | ------ | ------ | ------ |
| M. Botti     | 8        | 14       | 9        | 4        | 1        | 8      | 14     | 9      | 4      | 1      |
| V. Bovolenta | 29       | 216      | 167      | 45       | 4        | 29     | 216    | 167    | 45     | 4      |
| D. Cruz      | 2        | 2        | 2        | 0        | 0        | 2      | 2      | 2      | 0      | 0      |
| F. Fanuli    | 5        | -        | -        | -        | -        | 5      | -      | -      | -      | -      |
| R. Felizardo | 28       | 272      | 195      | 50       | 27       | 28     | 272    | 195    | 50     | 27     |
| N. Kovačević | 22       | 31       | 24       | 5        | 2        | 22     | 31     | 24     | 5      | 2      |
| M. Lipparini | -        | -        | -        | -        | -        | -      | -      | -      | -      | -      |
| M. Nemec     | 27       | 51       | 39       | 2        | 10       | 27     | 51     | 39     | 2      | 10     |
| D. Pippi     | 28       | -        | -        | -        | -        | 28     | -      | -      | -      | -      |
| C. Savani    | 27       | 408      | 320      | 40       | 48       | 27     | 408    | 320    | 40     | 48     |
| S. Serafini  | 22       | 1        | 1        | 0        | 0        | 22     | 1      | 1      | 0      | 0      |
| G. Sintini   | 29       | 40       | 16       | 22       | 2        | 29     | 40     | 16     | 22     | 2      |
| J. Štokr     | 28       | 516      | 438      | 38       | 40       | 28     | 516    | 438    | 38     | 40     |
| G. Vujević   | 29       | 290      | 232      | 28       | 30       | 29     | 290    | 232    | 28     | 30     |

P = presenze; PT = punti totali; AV = attacchi vincenti; MV = muri vincenti; BV = battute vincenti